# Halmstad, Norge
Halmstad (eller Ryggebyen) är en tätort i Moss kommun i Østfold fylke i Norge. En mindre del (394 invånare) ligger i Råde kommun.
Moss flygplats ligger i anslutning till orten.